# Vânju Mare
Vânju Mare – miasto w południowo-zachodniej Rumunii (Wołoszczyzna), w okręgu Mehedinți (Oltenia). Liczy 7074 mieszkańców (dane na rok 2002). Merem miasta jest Alexandru Mijaiche, członek Partii Demokratycznej.